# Parque Nacional Gesäuse

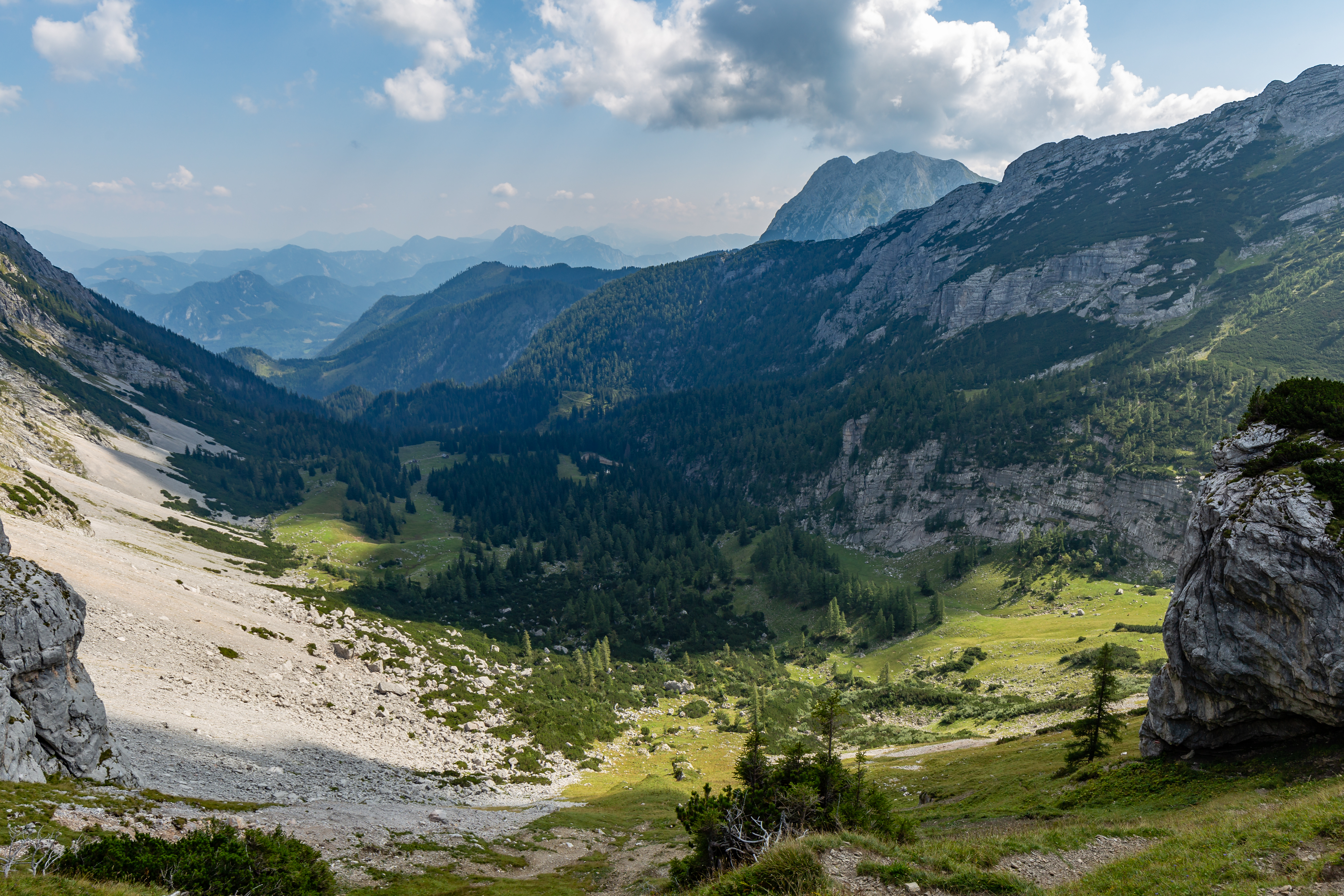
Vale de Sulzkar, nos Alpes Ennstaler, no Parque Nacional de Gesäuse

O Parque Nacional Gesäuse é um parque nacional localizado no estado austríaco da Estíria. É o único parque nacional do estado e o mais novo do país, sendo estabelecido no dia 26 de outubro de 2002. Cobre 12 118 hectares, dos quais 52% são florestas, 23,6% rochas, 13,4% arbustos, 9,9% pastos, 0,6% habitações e 0,5% corpos de água. O parque abriga mais de 200 espécies endêmicas. É notável o número de espécies de orquídeas, a ocorrência de espécies muito raras e ameaçadas de extinção e o alto número de espécies endêmicas.